# التاريخ حسب الفترة الزمنية
سواء أكان المرء يستطيع تحديد النافذة الزمنية بدقة باعتبارها عصورًا وسطى متوسطة أو عصورًا وسطى مبكرة فإن العنوان يثير لدى القارئ صورة وتوقعات لمجموعة من الخصائص، وهو الجوهر الأساسي لهذه التسمية، كأداة تواصل بين عقل وآخر.
ومن ذلك، فالفترات الزمنية لديها معنى مقبول بصورة عامة داخل جميع الأنظمة رغمًا عن أن مجموعة دراسية قد تستعمل معايير مختلفة لمعانيها لنفس المصطلح العام المستخدم في الأنظمة الأخرى، وبالتالي تنحي المشادات حول النطاق الزمني المحدد جانبًا لكونها غير مثمرة- وإلى حد كبير، يعتبر هذا امتدادًا لإدراك أن تصور الشخص يتطور بخطوات مختلفة وفي ظل تأثيرات مختلفة وكذلك في إطار معدلات مختلفة. فقد تتبنى مدينة أو قرية ما بصورة عامة الممارسة الجديدة بمجرد السماع عن الأشياء للمرة الأولى ببساطة لأنها في اتصال متكرر أكثر مع قطاع أوسع من العالم. وفي بعض الأحيان، تنتشر الفكرة أو الممارسة أو الخاصيّة لاحقًا في جميع الإقليم أو لدى جميع الأفراد أو القارة.

## الفترات التاريخية
- العصر البرونزي
- القديمة
  - العصر الحديدي
  - تاريخ بلاد ما بين النهرين 6000 قبل الميلاد - 1100 قبل الميلاد
  - حضارة وادي السند 3300 قبل الميلاد - 1300 قبل الميلاد
  - الدولة القديمة (مصر، 3000 قبل الميلاد - 2000 قبل الميلاد)
  - الدولة الوسطى (مصر، 2000 قبل الميلاد - 1300 قبل الميلاد)
  - مملكة شانغ (الصين 1800 قبل الميلاد - 1200 قبل الميلاد
  - الدولة الحديثة (مصر، 1300 قبل الميلاد - 700 قبل الميلاد)
  - تشو مملكة (الصين 1200 قبل الميلاد - 500 قبل الميلاد)
  - (اليونان القديمة، حوالي: 1000 قبل الميلاد-، انظر الجدول الزمني لليونان القديمة)
  - روما القديمة 509 قبل الميلاد - 476)
  - فترة الممالك الثلاث (الصين، 220 - 280)
- الحضارة الاسلامية (الشرق الأوسط وشمال أفريقيا، الشرق الأدنى وجنوب غرب أوروبا)، القرن السابع - القرن السادس عشر)
  - صدر الإسلام أو الخلافة الراشدة (جزيرة العرب 621 - 661)
  - الدولة الأموية، العصر الأموي(662 - 750)
  - العصر الذهبي للإسلام، الدولة العباسية 750 - 1517)
  - الدولة العثمانية، العصر العثماني(1517 - 1683)
- العصور المظلمة (أوروبا، القرن الرابع - 900)
- العصور الوسطى (أوروبا، القرن الخامس - القرن الخامس عشر)
 بدقة شديدة يشير مصطلح «العصور الوسطى» إلى أوروبا وغرب آسيا. والوجود المتوازي للآخرين في أماكن أخرى أدى إلى انتشار المصطلح في أوسع معنى لإيصال الفترات المماثلة للنظام المحلي قيد المناقشة.
  - العصور الوسطى المبكرة (أوروبا، القرن الخامس - القرن العاشر)
  - العصور الوسطى المتوسطة (أوروبا، القرن العاشر - القرن الثالث عشر)
  - أواخرالعصور الوسطى (أوروبا، القرن الرابع عشر - القرن الخامس عشر)
- فترات «التاريخ الأوسط» غير الأوروبي
  - عصر الفايكنج (إسكندنافيا، أوروبا، 793 - 1066)
  - فترة نارا (اليابان، 709 - 795)
  - فترة الأسر الخمس والممالك العشر (الصين، 907 - 960)
  - فترة المقاطعات المتحاربة (اليابان، 1478–1605)
- العصر الحديث المبكر (القرن الرابع عشر - القرن الثامن عشر)
  - النهضة (أوروبا، القرن الرابع عشر - القرن السادس عشر)
  - عصر الاستكشاف (أوروبا، القرن الخامس عشر - القرن السابع عشر)
  - عصر الملاحة البحرية، يشير إلى الأثر التجاري والعسكري للتكنولوجيا. ويشار إليه تاريخيًا بالفترة: 1571—1863.
  - العصر الإليزابيثي (إنجلترا، 1558–1603)
  - الإصلاح البروتستانتي (أوروبا، القرن السادس عشر)
  - عصر التنوير (أوروبا، القرن الثامن عشر)
  - شوغونية توكوغاوا (اليابان، 1603–1868)
- الحديث (القرن الثامن عشر - القرن العشرين)
  - الثورة الصناعية (أوروبا والولايات المتحدة وغيرهما في القرنين الثامن عشر والتاسع عشر)
  - العصر النابوليوني، 1799–1815
  - العصر الفكتوري (المملكة المتحدة، 1837–1901)
  - عصر الآلة (أوروبا والولايات المتحدة وأماكن أخرى في القرنين التاسع عشر والعشرين)
  - العصر الإدواردي (المملكة المتحدة، 1901–1910)
  - عصر مييجي (اليابان، 1868–1912)
  - الحرب العالمية الأولى (غالبية العالم، 1914–1918)
  - عصر ما بين الحربين العالميتين (العالم، 1918 - 1939 أو 1937)
  - الحرب العالمية الثانية (العالم، 1937 أو 1939–1945)
  - الحرب الباردة (الاتحاد السوفيتي والولايات المتحدة، بالإضافة إلى الدول الحليفة، 1945–1989)
  - عصر الفضاء (بعد 1957)
  - عصر المعلومات (1971–حتى الوقت الراهن)
  - [Post-communist period (روسيا وبعض الدول السوفيتية السابقة الأخرى، بعد 1991)